# Shirley Jones
Shirley Mae Jones (ur. 31 marca 1934 w Charleroi) – amerykańska aktorka i piosenkarka, laureatka Oscara za rolę drugoplanową w filmie Elmer Gantry.
Grywała charakterystyczne postacie w wielu znanych filmach muzycznych, takich jak Oklahoma! (1955), Carousel (1956) czy Muzyk (1962). Telewizyjnej publiczności jest prawdopodobnie najlepiej znana jako Shirley Partridge, owdowiała matka pięciorga dzieci w serialu telewizyjnym The Partridge Family (1970–1974) stacji ABC.

## Życiorys
Jones urodziła się w Charleroi w stanie Pensylwania, na przedmieściach Pittsburgha jako córka Marjorie Williams, gospodyni domowej, oraz Paula Jonesa - właściciela firmy Jones Brewing Company. Rodzina przeprowadziła się wkrótce do pobliskiego Smithton. Swoje imię aktorka otrzymała na cześć Shirley Temple. Szybko odkryto, że mała Shirley potrafi śpiewać - już jako 6-latka występowała w chórze w kościele metodystów. Jako nastolatka pobierała lekcje śpiewu u Ralpha Lawando, światowej sławy śpiewaka i pedagoga.

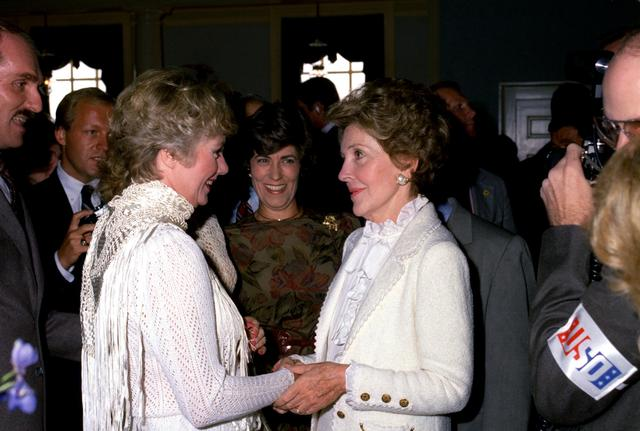
Shirley Jones i Nancy Reagan podczas przyjęcia w Białym Domu (1982)

Jeden ze znajomych przekonał Jones, aby zaśpiewała dla agenta z Broadwayu − Gusa Shermana. Zaowocowało to kontraktem i Jones pozostała w Nowym Jorku, by spróbować swych sił w teatrach na Broadwayu. Zaczynała, mając w kieszeni tylko 100 dolarów. Gdyby nie udało się jej, miała wrócić do Smithton i zacząć pracować jako weterynarz. Jednak już pierwsze przesłuchanie przyniosło jej małą rolę w musicalu South Pacific. Autorzy musicalu Rodgers i Hammerstein dostrzegli jej wielki talent i obsadzili w swojej kolejnej sztuce Me and Juliet.
Po sukcesach scenicznych z duetem Rodgers i Hammerstein Jones została obsadzona w filmowej wersji ich musicalu Oklahoma! z 1955 roku. Występowała w musicalach filmowych, a w 1960 roku otrzymała Oscara za rolę w filmie Elmer Gantry, gdzie zagrała kobietę wykorzystywaną przez postać tytułową, w którą wcielił się Burt Lancaster (również uhonorowany Oscarem). Jej następnym filmem był Tata w zalotach, gdzie zagrała u boku Rona Howarda. Ponadto w 1968 roku wystąpiła w nowym musicalu wystawionym na Broadwayu, Maggie Flynn.

## Życie prywatne
5 sierpnia 1956 roku Jones wyszła za mąż za aktora Jacka Cassidy’ego i miała z nim trzech synów: Shauna, Patricka i Ryana. David Cassidy, syn Jacka z pierwszego małżeństwa z aktorką Evelyn Ward, został jej pasierbem. Po rozwodzie z Cassidym (1974) 13 listopada 1977 roku Jones wyszła ponownie za mąż za autora komiksów Marty’ego Ingelsa. Pomimo drastycznie odmiennych osobowości i kilku separacji (w 2002 roku Jones wniosła, a następnie wycofała pozew o rozwód) pozostali w związku małżeńskim.

## Filmografia
Filmy fabularne
- 1955: Oklahoma! jako Laurie Williams
- 1956: Carousel jako Julie Jordan
- 1957: April Love jako Liz Templeton
- 1959: Never Steal Anything Small jako Linda Cabot
- 1960: Bobbikins jako Betty Barnaby
- 1960: Pepe jako Suzie Murphy
- 1960: Elmer Gantry jako Lulu Bains
- 1961: Dwaj jeźdźcy (Two Rode Together) jako Marty Purcell
- 1962: Muzyk (The Music Man) jako Marian Paroo
- 1963: A Ticklish Affair jako Amy Martin
- 1963: Tata w zalotach (The Courtship of Eddie's Father) jako Elizabeth Marten
- 1964: L'intrigo' jako Karen Williams
- 1964: Opowieść do poduszki (Bedtime Story) jako Janet Walker
- 1965: Tajemnica mojego sukcesu (The Secret of My Success) jako Marigold Marado
- 1965: Fluffy jako Janice Claridge
- 1968: Out of the Blue jako dr Aphrodite
- 1969: Szczęśliwe zakończenie (The Happy Ending) jako Flo
- 1969: El golfo
- 1969: Silent Night, Lonely Night jako Katherine Johnson
- 1970: Oddly Coupled
- 1970: But I Don't Want to Get Married! jako Evelyn Harris
- 1970: Klub Towarzyski Cheyenne (The Cheyenne Social Club) jako Jenny
- 1973: The Girls of Huntington House jako Anne Baldwin
- 1975: Winner Take All jako Eleanor Anderson
- 1975: The Family Nobody Wanted jako Helen Doss
- 1975: The Lives of Jenny Dolan jako Jenny Dolan
- 1977: Yesterday's Child jako Laura Talbot
- 1978: Wieczór w Bizancjum (Evening in Byzantium) jako Constance Dobson
- 1978: Who'll Save Our Children? jako Sarah Laver
- 1979: Wołanie o pomoc (A Last Cry for Help) jako Joan Muir
- 1979: Po tragedii Posejdona (Beyond the Poseidon Adventure) jako pielęgniarka Gina Rowe
- 1980: The Children of An Lac jako Betty Tisdale
- 1981: Inmates: A Love Story jako E.F. Crown
- 1982: The Adventures of Pollyanna jako Ciocia Polly
- 1983: Hotel jako Claire Langley
- 1984: Czołg (Tank) jako LaDonna Carey
- 1985: There Were Times, Dear jako Susanne Millard
- 1988: Christmas in Washington
- 1989: Charlie jako Charlie Hannon
- 1997: Rozgadana farma (Dog's Best Friend) jako Ethel
- 1999: Gideon jako Elly
- 2000: Piszcz, jeśli wiesz co zrobiłem w ostatni piątek trzynastego (Shriek If You Know What I Did Last Friday the Thirteenth) jako pielęgniarka Kevorkian
- 2000: The Adventures of Cinderella's Daughter jako Wróżka Chrzestna
- 2000: Ping! jako Ethel
- 2002: Manna from Heaven jako Bunny
- 2004: The Creature of the Sunny Side Up Trailer Park jako Charlotte
- 2004: Raising Genius jako Ciotka Sis
- 2006: Skrywana przeszłość (Hidden Places) jako Ciocia Batty
- 2006: Babcisynek (Grandma's Boy) jako Grace
- 2007: Christmas Is Here Again jako pani Mikołajowa (głos)
- 2009: Generic Thriller jako Thalia
- 2011: Johnny Blue jako Dotty

Seriale telewizyjne
- 1950: Fireside Theatre
- 1952: Gruen Guild Playhouse
- 1953: Rebound

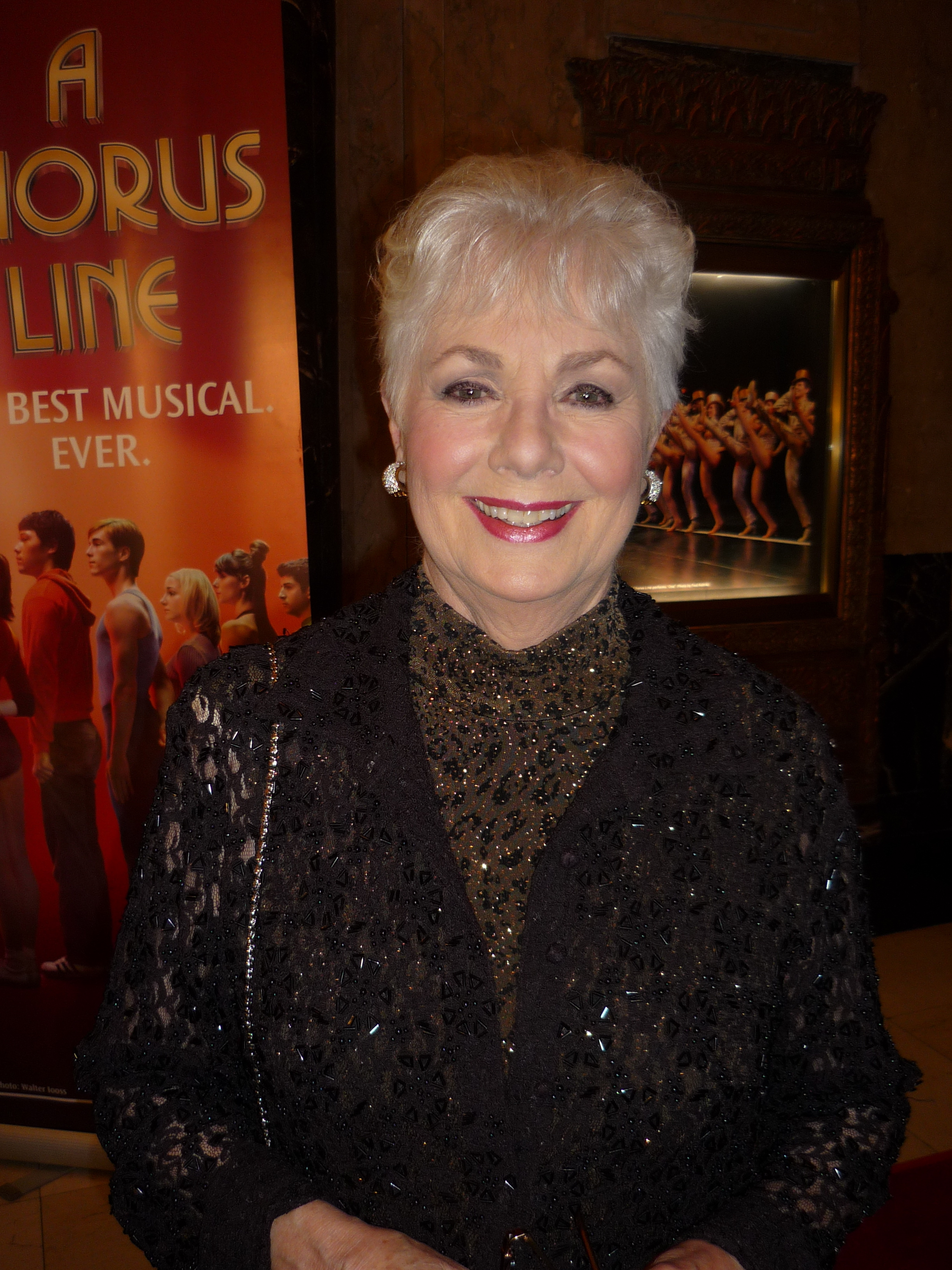
Shirley Jones (2010)

- 1956: Playhouse 90 jako May Marley
- 1957: Lux Video Theatre
- 1957: The United States Steel Hour
- 1958: The DuPont Show of the Month jako Gretchen Van Damm
- 1962: The Comedy Spot jako Betty Stevens
- 1964: Bob Hope Presents the Chrysler Theatre jako Helen
- 1967: The Danny Thomas Hour jako Peggy Ruby
- 1969: The Name of the Game jako Jackie Harding
- 1970-1974: The Partridge Family jako Shirley Renfrew Partridge
- 1971: The Bob Hope Show
- 1977: McMillan i jego żona (McMillan and Wife) jako Ellyn Mandrake
- 1979–1980: Shirley jako Shirley Miller
- 1982: Disneyland jako Ciocia Polly Harrington
- 1983: Statek miłości (The Love Boat) jako Ciocia Helen
- 1983–1987: Hotel jako Claire Langley
- 1988: The Slap Maxwell Story jako Kitty
- 1988–1990: Napisała: Morderstwo (Murder, She Wrote) jako Kathleen Lane / Ann Owens Arden
- 1991: Empty Nest jako Jean McDowell
- 1994–1995: Prawo Burke’a (Burke’s Law) jako Barbara Manchester
- 1995: Deadly Games jako Shirley / Evil Shirley
- 1996–1997: Something So Right jako Kate
- 1998: Melrose Place jako Teresa Lewis
- 1998–1999: The Drew Carey Show jako Celia
- 1999: Sabrina, nastoletnia czarownica (Sabrina, the Teenage Witch) jako Lydia
- 2001: Tajne przez poufne (Cover Me: Based on the True Life of an FBI Family) jako Mary Colomby
- 2003: Prawo i bezprawie (Law & Order: Special Victims Unit) jako Felicity Bradshaw
- 2006: Ulica Sezamkowa (Sesame Street) jako matka Gęsi
- 2006: Monarch Cove jako Grace Foster
- 2008: Dni naszego życia (Days of Our Lives) jako Colleen Brady
- 2009: Detoks (The Cleaner) jako Lola Zellman
- 2009: Ruby & the Rockits jako Shirley Gallagher
- 2010: Victoria znaczy zwycięstwo jako Mona Patterson

## Nagrody
- Nagroda Akademii Filmowej Najlepsza aktorka drugoplanowa: 1961 Elmer Gantry